# たどりついたらいつも雨ふり
「たどりついたらいつも雨ふり」（たどりついたらいつもあめふり）は、日本のロックバンドであるモップスの楽曲。1972年7月5日に、自身の12枚目のシングルとして東芝音楽工業のLIBERTYレーベルからリリースされた。
1973年に公開された日活映画『濡れた荒野を走れ』では、挿入歌として使用された。

## 制作
元々は吉田拓郎がアマチュア時代に所属していたGSバンド「ダウンタウンズ」の曲で『第2回ヤマハ・ライト・ミュージック・コンテスト』に出場した際に演奏していた楽曲を新たに歌詞を付け直したもので、当初のタイトルは「好きになったよ女の娘」だった。のちに、拓郎がアルバム『元気です。』（1972年）とアルバム『みんな大好き』(「吉田拓郎とLOVE2 ALL STARS」名義)でセルフカバーしている。その際、タイトルを「たどり着いたらいつも雨降り」と表記されている。
1970年前後はロックよりもフォークの方が、言葉を音楽に乗せるという点で先行していたため「フォークシンガーから楽曲提供を受けて、言葉を大事にする部分を残してロックを作ってみたらどうだろう」というホリプロのプロデューサーだった奥田義行の発案を受けて、アルバム『モップスと16人の仲間』（1972年7月5日発売）が制作された。拓郎は初めてラジオパーソナリティを務めた『パックインミュージック』（TBSラジオ）の生放送中に即興で、「好きになったよ女の娘」の歌詞を書き直し「たどりついたらいつも雨ふり」を完成させた。これが飛び抜けて出来が良かったため、アルバム発売と同時にシングルカットされた。メンバーの星勝は「モップスが模索してきた日本のオリジナル・ロックがこの作品で、ある程度到達できた」と話している。

## チャート成績
オリコン週間チャート最高26位ながらも、約14万枚を売り上げ、モップス最大のヒットになった。

## 収録曲
| 全編曲: モップス。 |                                |          |          |
| #                  | タイトル                       | 作詞     | 作曲     |
| 1.                 | 「たどり着いたらいつも雨ふり」 | 吉田拓郎 | 吉田拓郎 |
| 2.                 | 「くるまとんぼ・アンドロメダ」 | 及川恒平 | 小室等   |

## 「たどりついたらいつも雨ふり」 (KODOMO BANDのシングル)
日本のハードロックバンド・KODOMO BANDが発売した10枚目のシングル。1986年12月28日発売。発売元はキャニオン・レコード / SEE-SAW。

### 収録曲
| 全編曲: JICK。 |                                |            |
| #              | タイトル                       | 作詞・作曲 |
| 1.             | 「たどりついたらいつも雨ふり」 | 吉田拓郎   |
| 2.             | 「NO GIMMICK」                 | JICK       |

## 「たどり着いたらいつも雨降り」 (吉田拓郎のシングル)
「たどり着いたらいつも雨降り」は、1993年10月1日にリリースされた吉田拓郎のシングルである。発売元はSony Records。

### 背景
「たどり着いたらいつも雨降り」と「旅の宿」はアルバム『元気です。』から、「襟裳岬」は『今はまだ人生を語らず』からのシングルカットである。

### 収録曲
| 全作曲: 吉田拓郎。 |                                |            |            |                    |
| #                  | タイトル                       | 作詞       | 作曲・編曲 | 編曲               |
| 1.                 | 「たどり着いたらいつも雨降り」 | 吉田拓郎   | 吉田拓郎   | 吉田拓郎・石川鷹彦 |
| 2.                 | 「旅の宿」                     | 吉田拓郎   | 吉田拓郎   | 吉田拓郎・石川鷹彦 |
| 3.                 | 「襟裳岬」                     | 岡本おさみ | 吉田拓郎   | 吉田拓郎           |

## 「たどりついたらいつも雨ふり」 (山崎ハコのシングル)
「たどりついたらいつも雨ふり」は、1997年2月10日にリリースされた山崎ハコのシングルである。発売元はzetima。

### 収録曲
| 全編曲: 安田裕美。 |                                |            |
| #                  | タイトル                       | 作詞・作曲 |
| 1.                 | 「たどりついたらいつも雨ふり」 | 吉田拓郎   |
| 2.                 | 「夕陽が泣いている」           | 浜口庫之助 |

### メディアでの使用
| # | 曲名                           | タイアップ                                           | 出典  |
| - | ------------------------------ | ---------------------------------------------------- | ----- |
| 1 | 「たどりついたらいつも雨ふり」 | TBS系 横山やすし追悼ドラマ『俺は浪花の漫才師』主題歌 | [ 4 ] |

## カバー
- ザ・ベンチャーズ （1973年）
- 子供ばんど　(1986年、アルバム「NO GIMMICK」収録)
- 氷室京介 (1988年、シングル「DEAR ALGERNON」収録)
- ダウンタウンウンナンバンド （1991年）
- THE POGO (1992年、シングル「たどり着いたらいつも雨降り」収録)
- LUCA (2000年、シングル「SUICIDE EP」収録) - シークレットトラックとして収録されている。
- 大友康平（2008年、アルバム『J-STANDARD 70's』収録）
- 猫（2008年、アルバム『猫5 フォーライフスペシャルエディション』）
- 和田アキ子 （2008年、アルバム『わだ家』収録） - 鈴木ヒロミツの声がフィーチャーされている。
- 西寺実（2009年、アルバム『ふぞろいのロックたち 其之壱』収録）
- 宝塚歌劇団（2010年、宙組公演「ファンキー・サンシャイン」の劇中でカバー。同作品の実況CDに収録。歌唱は大空祐飛[5]）
- ROLLY（2015年、カバーアルバム『ROLLY'S ROCK CIRCUS〜70年代の日本のロックがROLLYに与えた偉大なる影響とその影と光〜』収録[6]）
- ROLLY（2017年、アルバム『ROLLY COMES ALIVE!』収録）
- Chage（2019年、アルバム『Feedback』収録） - 「あの時君は若かった」とのメドレー曲として収録されている。
- 世田谷ピンポンズ（2022年）- カゴメ 「畑うまれのやさしいミルク」CMソング。